# Thalassometridae
Famille
Les Thalassometridae sont une famille de comatules.

## Description et caractéristiques
Ces comatules peuvent avoir jusqu'à 30 bras. Le centrodorsal peut être discoïde, hémisphérique, conique ou colonnaire. L'apex aboral ne porte pas de cirrhes, il est arrondi ou aplati, rugueux, tuberculeux ou épineux. Il n'y a pas d'étoile dorsale ou de dépressions radiales. Les étuis des cirrhes sont larges, en 10-15 colonnes de 1-4 étuis, sans ornementation si ce n'est des tubercules articulaires. Les cirrhes sont longs, fins et composés de 30-90 cirrales (seulement 18-27 chez les Parametra). Les cirrhes extérieurs sont courts, avec des épines aborales (sauf chez les Leilametra). Les plaques basales sont en forme de bâtons. Les plaques radiales sont peu exposées ou dissimulées. La cavité radiale est étroite. Les secundibrachiaux sont composés de 2 ou 4 ossicules, les dernières marquées par une syzygie entre les brachiales 3 et 4. On observe une synarthrie entre les brachiales 1 et 2, et une syzygie entre les 3 et 4. Les brachiales sont arrondies aboralement ou comprimées latéralement, avec des reliefs aboraux et souvent des épines marginales. Les premières pinnules sont plus longues et solides que les secondes. Quelques pinnules proximales peuvent être élargies. Les pinnules sont protégées par des plaques ambulacraires.
C'est une assez grande famille, comportant 60 espèces, la plupart abyssales. 

## Liste des genres
Selon World Register of Marine Species (26 octobre 2020) :
- genre Aglaometra AH Clark, 1913 -- 1 espèce
- genre Cosmiometra AH Clark, 1909 -- 11 espèces
- genre Crotalometra AH Clark, 1909 -- 3 espèces
- genre Daidalometra AH Clark, 1916 -- 3 espèces
- genre Horaeometra (taxon incertain)  -- 1 espèce
- genre Koehlermetra AH Clark, 1950 -- 1 espèce
- genre Leilametra AH Clark, 1932 -- 1 espèce
- genre Lissometra AH Clark, 1918 -- 1 espèce
- genre Oceanometra AH Clark, 1916 -- 3 espèces
- genre Parametra AH Clark, 1909 -- 6 espèces
- genre Stenometra AH Clark, 1909 -- 4 espèces
- genre Stiremetra AH Clark, 1909 -- 6 espèces
- genre Stylometra AH Clark, 1908 -- 1 espèce
- genre Thalassometra AH Clark, 1907 -- 18 espèces (genre-type)

Cosmiometra iole
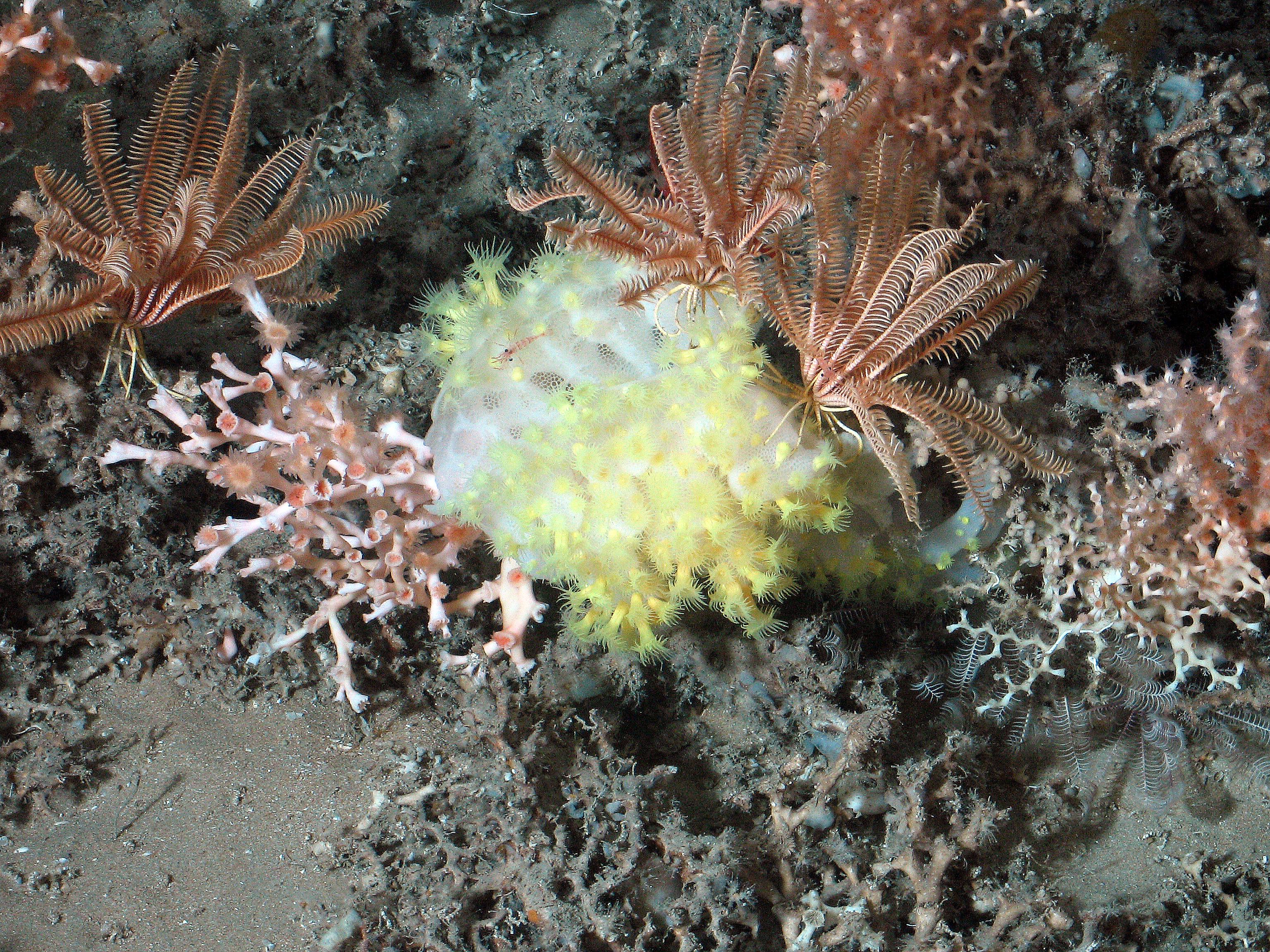
Koehlermetra porrecta
Parametra orion
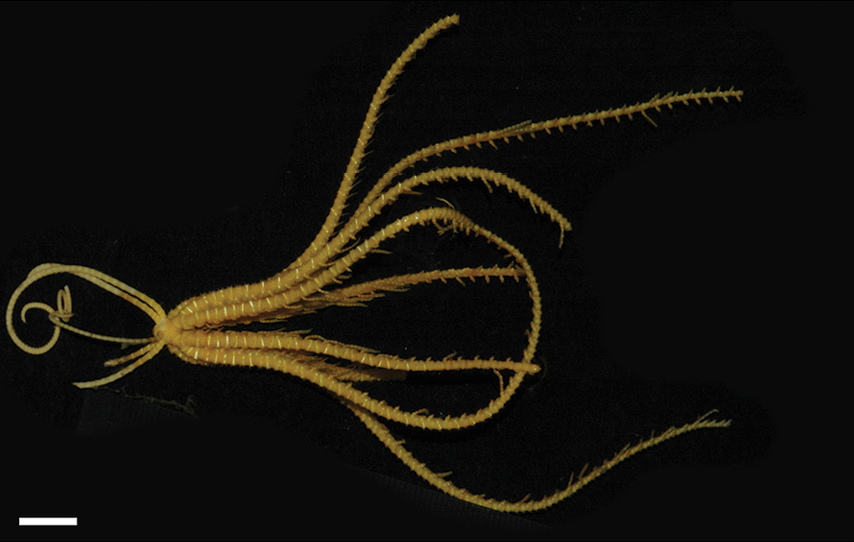
Thalassometra agassizii